# Sandboarding

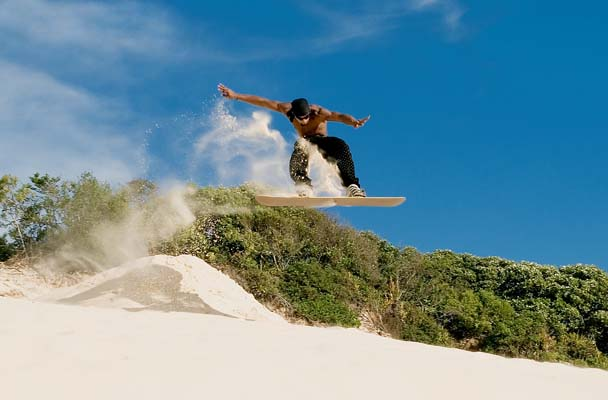
Un sandboarder fa un salto sulle dune di Fortaleza.

Il sandboarding è uno sport e un'attività turistico-ricreativa di recente sviluppo, simile al più famoso snowboard, ma praticato sulle dune di sabbia, piuttosto che ad alta quota, prevalentemente nelle zone desertiche o costiere dotate di ampie spiagge sabbiose.
Il sandboarding consiste nel lanciarsi dalla cima di una duna di sabbia mantenendosi in piedi su una tavola. Spesso, però, i principianti e i meno esperti lo praticano distesi a pancia sotto sulla tavola, fissando le braccia ai supporti dove solitamente si incastrano i piedi. L'esperienza è mozzafiato e le velocità che si possono acquisire sorprendenti, per questo, recentemente, il sandboarding è stato rilanciato come attrazione turistica attirando i viaggiatori più avventurosi assetati di adrenalina.

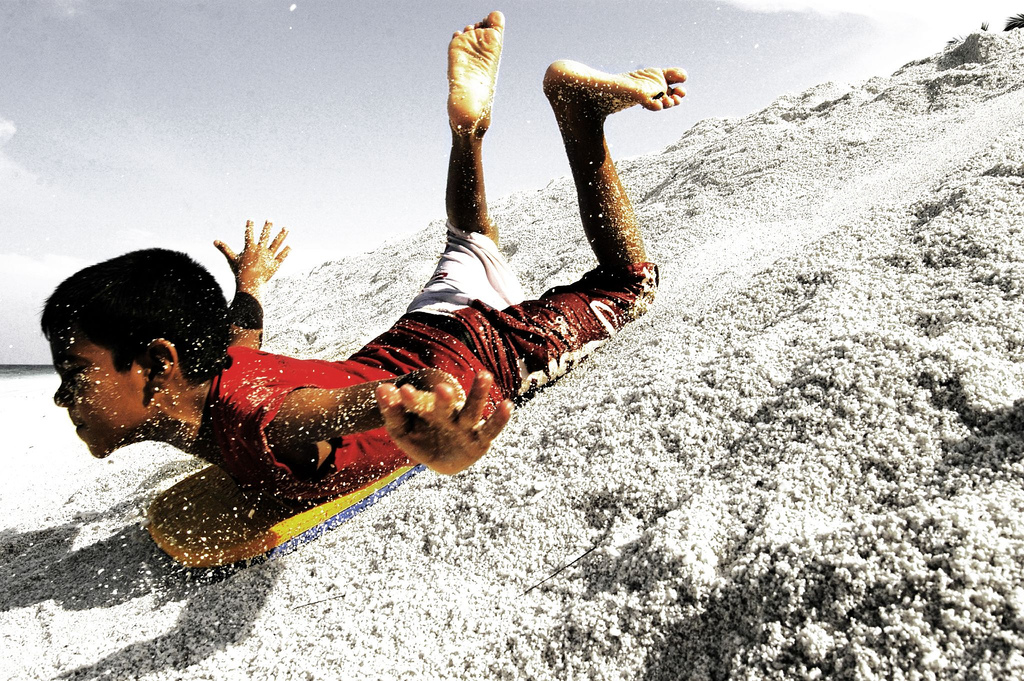
Sandboarding per principianti a Fuvahmulah, Maldive

Come sport è meno popolare dello snowboard, forse anche a causa dell'impossibilità di costruire degli skilift sulle dune, il che costringe i sandboarders a risalire a piedi, tavola alla mano, la cima della duna. I centri più attrezzati sono dotati di dune buggy o di quad, capaci di riportare, in men che non si dica, gli "sciatori" sulla vetta. Al contrario degli impianti sciistici, però, le dune sono disponibili tutto l'anno e si trovano solitamente in zone decisamente più calde.
Josh Tenge, 4 volte campione mondiale di sandboarding, detiene tre Guinness World Records, uno dei quali per il più duraturo salto mortale all'indietro ad un'altezza di quasi 14 metri.
La Namibia è il centro del sand-skiing, sport simile al sandboarding, solo che utilizza gli sci invece della tavola.

## Attrezzatura

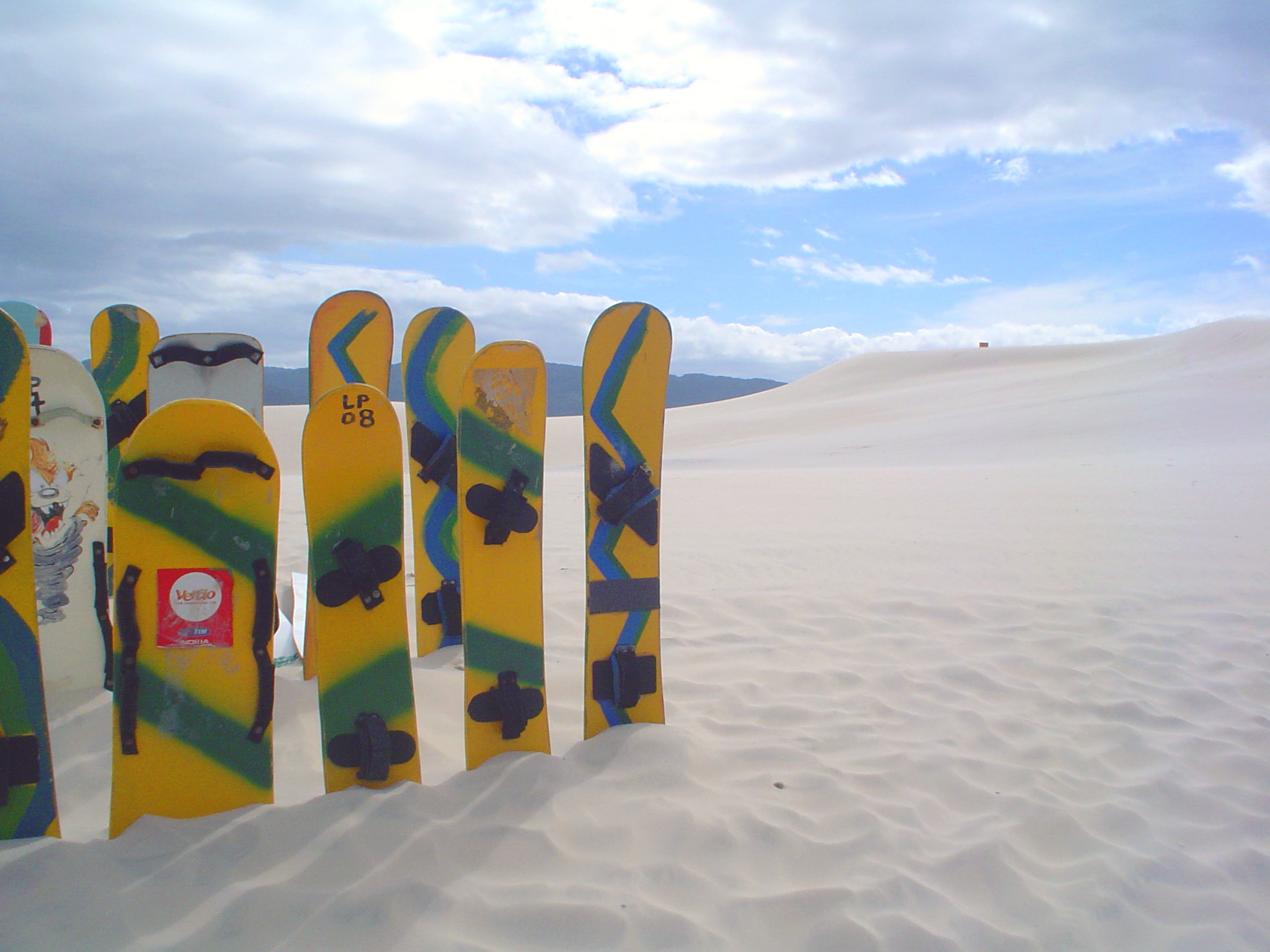
Sandboards in Brasile

La tavola da sandboard è più resistente di quella da snowboard ed è generalmente fatta in laminato plastico, legno o metallo. Il materiale viene scelto dai più esperti in base al tipo di discesa che si è soliti praticare ed è strettamente correlato alla tipologie di sabbia e alla conformazione delle dune.
Inoltre, per evitare l'attrito prodotto dalla sabbia sotto la tavola, spesso i sandboarders sfregano dei cubetti di cera a base di paraffina sotto la tavola prima di effettuare la discesa. Questo permette di raggiungere velocità molto elevate.

## Sandboarding nel mondo
Il sandboarding è praticato amatorialmente su spiagge e deserti in tutto il mondo, esistono spot idonei in tutti i continenti eccetto l'Antartide. I paesi dove è più diffuso sono Perù, Namibia, Australia, Sudafrica, Emirati Arabi e alcuni stati degli USA, come l'Oregon. In Italia si può praticare sulle dune di Porto Pino in Sardegna, mentre una variante denominata volcano boarding viene talvolta praticata sul Monte Etna in Sicilia. 

### Australia
Piccolo Sahara, a Kangaroo Island, nel sud dell'Australia, è una zona con un sistema di dune di sabbia che copre circa 2 km quadrati. Le dune sono di dimensioni variabili. La duna più alta si trova a circa 70 metri sul livello del mare.
Lucky Bay, a circa 30 km a sud di Kalbarri, nell'Australia occidentale, è un altro punto caldo per il sandboarding. Tour organizzati di Sandboarding sono offerti dai servizi turistici della zona.
Le dune di Stockton, a circa 2 ore a nord di Sydney. Il sistema di dune di Stockton Bight si estende per un chilometro in larghezza e 32 chilometri di lunghezza su una superficie di oltre 4.200 ettari. Le enormi dune raggiungono un'altezza di 40 metri. Situato a pochi minuti dal centro di Nelson Bay, è il più grande sistema di dune di sabbia in Australia.

### Egitto
Le dune più adatte al sandboarding in Egitto includono il Grande Mare di sabbia vicino a Siwa واحة سيوة nel deserto occidentale egiziano, il القطانية le dune di sabbia di Qattaniya (a 1 ora e mezza di macchina dal Cairo verso Bahariya Oasis), El Safra الصفراء e Hadudah هدودة a metà strada tra le dune di Dahab e Santa Caterina nel Sinai. Si dice che il sandboarding sia nato in Egitto al tempo dei Faraoni, quando si scivolava giù per le dune su pezzi di legno.

### Namibia
La maggiore attività di sand-skiing in Namibia viene praticato sulle dune del deserto di Namib attorno a Swakopmund e Walvis Bay, tuttavia, con un permesso speciale a volte è possibile riuscire praticare il sand-skiing sulle più alte dune del mondo a Sossusvlei.
Henrik May, tedesco residente in Namibia per una decina d'anni, ha conseguito un Guinness World Record per la più alta velocità raggiunta nel sand-skiing il 6 giugno 2010. Ha raggiunto una velocità di 92,12 km/h

### Sud Africa

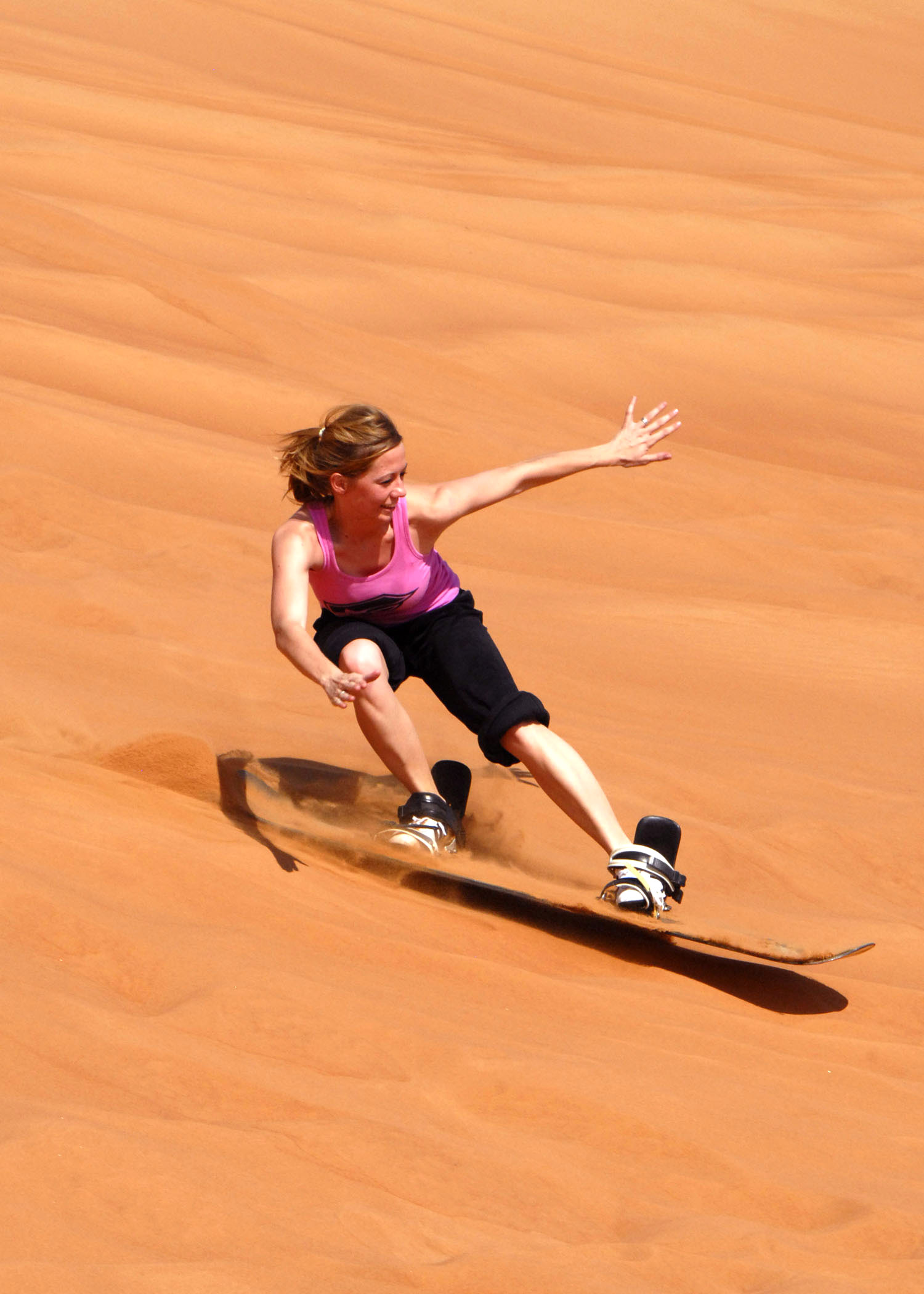
Sandboarding a Dubai

Dopo che ad alcuni pionieri piacque l'attività di Derek Bredenkamp, che cominciò a cavalcare le dune nel 1974, nel 2006 gli operatori commerciali cominciarono a proporre il sandboarding ai turisti. 
Nel 2000 è stato istituito il Campionato di Sandboarding del Sud Africa. Le competizioni di Sandboarding sono iniziate nel 2001, proseguendo nel 2002 e fino al 2004. Il campionato si arrestò poi per qualche anno e ripreso nel 2007 con sessioni settimanali di sandboarding a Città del Capo e Gauteng.

### Stati Uniti
Il moderno sandboarding è stato reso popolare negli Stati Uniti dagli sforzi di Jack Smith e Gary Fluitt in California nei primi anni 80. I due compaiono in numerosi film e serie televisive sul surf come avventure in paradiso, e in riviste come Action Now.
Sand Master Park, situato a Florence, Oregon, è il primo parco tematico di sandboard al mondo, con 40 ettari di dune di sabbia scolpite e di proprietà privata, che offre agli appassionati svariati sistemi di dune in base ai diversi gradi di difficoltà. 
Sand Master Park è stato inaugurato nel 2000 dal pioniere del sandboarding, Lon Beale, e fa conoscere questo sport a circa 25.000 persone ogni anno. Dune Riders International è l'organo di governo per il sandboarding competitivo in tutto il mondo e organizza tre eventi ogni stagione al Sand Master Park.

### Sud America

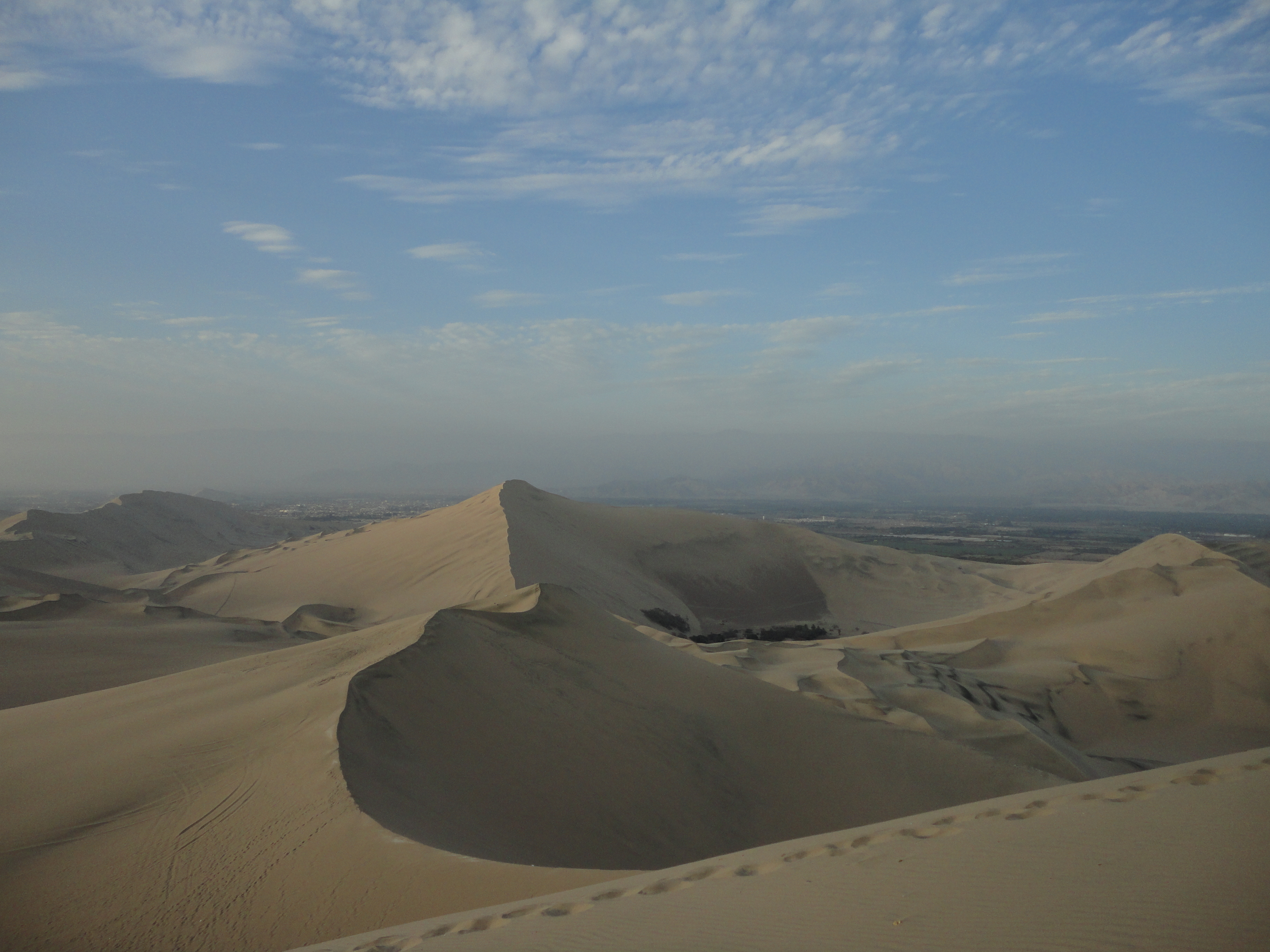
Le dune di Huacachina, regione di Ica, Perù

- Perù  È conosciuto per avere grandi dune di sabbia nella regione di Ica, nell'oasi di Huacachina, alcune raggiungono anche i 2 km di ampiezza. Grande Duna a Ica è la duna di sabbia più grande del mondo.

La Copa Sandboarding Perú si svolge vicino a Paracas ogni anno fin dal 2009
- Cile Qui il sandboarding è praticato sulla Duna di Medanoso a Copiapó, in questo luogo si svolge anche il rally di Dakar. La spiaggia di Puerto Viejo a Caldera è un luogo eccellente per praticare sandboarding di fronte alla baia.

### America Centrale

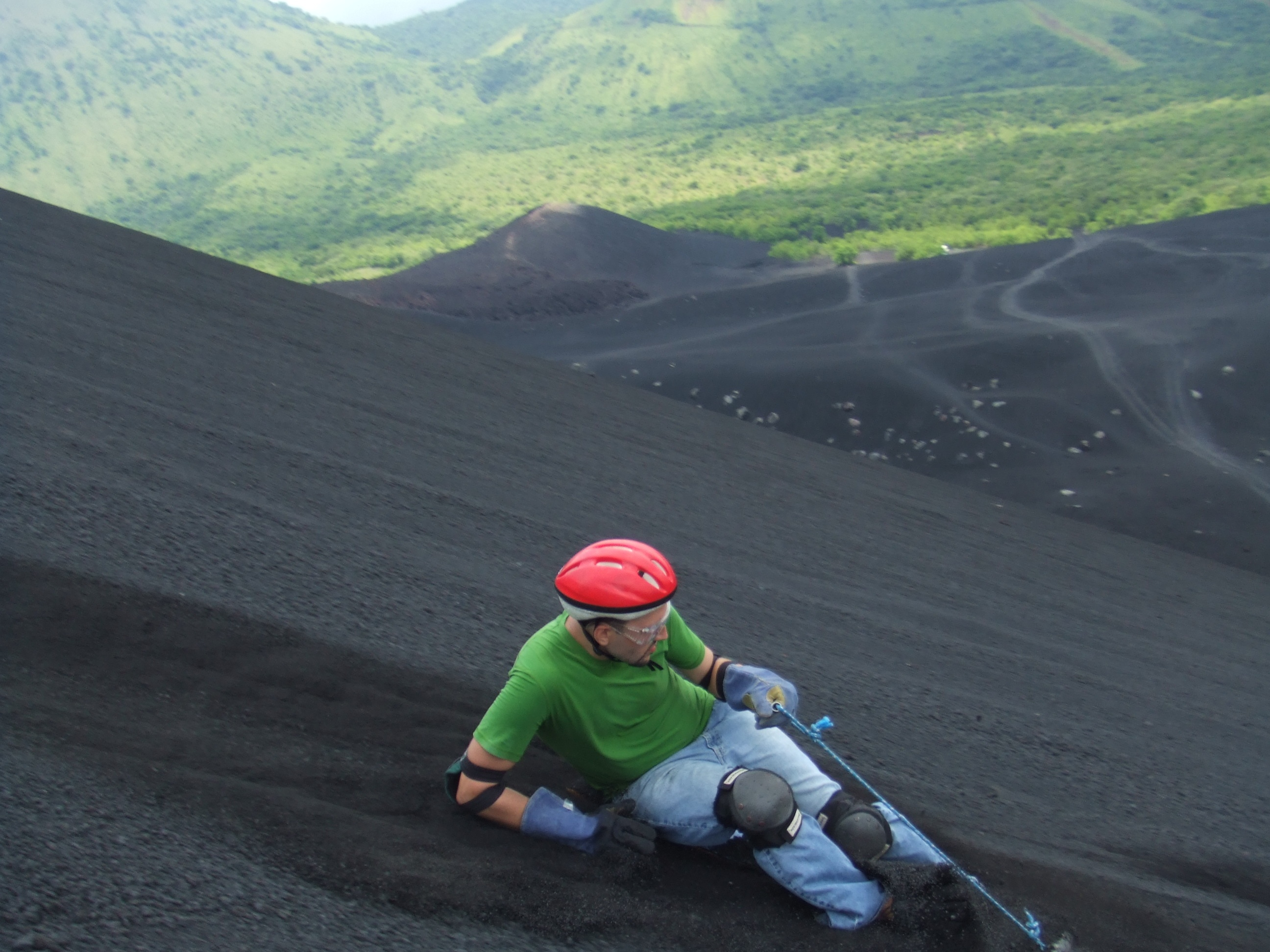
Sandboarding sulle pendici del vulcano Cerro Negro a León, Nicaragua

- Nicaragua È la patria di Cerro Negro, il vulcano più giovane in America Centrale. Poiché consta di pendii ripidi e sabbia vulcanica, è possibile lanciarsi con la tavola da sandboard giù per le pendici di questo vulcano attivo.

### Europa
Una montagna di sabbia piuttosto piccola è quella del Monte Kaolino in Hirschau, Germania. Essendo però l'unico dotato di un ascensore che giunge fino in cima alla montagna, a 120m di altezza, ospita ogni anno i Campionati del Mondo di Sandboarding.

## Eventi
- Campionato Mondiale di Sandboarding[14] – Si tiene ogni anno a Hirschau, Germania, sul Monte Kaolino, che è anche il luogo in cui al momento si trova la più larga collina di sabbia d'Europa. I sandboarders possono cavalcare dune alte fino a 100 metri, atterrando infine sull'acqua alla base della collina. È l'unico impianto al mondo dotato di un ascensore sulla sabbia. I vari eventi includono lo slalom (simile allo slalom gigante dello snowboard), il freestyle e il sandboard cross (cf. snowboard cross).
- Sand Master Jam[15] – Evento annuale che si svolge al Sand Master Park di Florence (Oregon), solitamente negli ultimi giorni di primavera o nei primi giorni d'estate. Il Sand Master Jam ha luogo ogni anno dal 1996.
- Pan-American Sandboarding Challenge – Si svolge in Luglio ad Aquiraz, in Brasile a Prainha's Beach. Ospita dilettanti e professionisti desiderosi di competere in gare di freestyle e di salti.
- Sand Sports Super Show[16] – Evento annuale per tutti gli sport "su sabbia", incluso ovviamente il sandboarding. Ha durata di tre giorni e si svolge a settembre a Costa Mesa, in California, alla Fiera e Centro Esposizioni di Orange County.